# Трамп, Майк
Майк Трамп (англ. Mike Tramp; настоящее имя Майкл Тремпенау, англ. Michael Trempenau; 14 января 1961, Копенгаген) — датский певец и автор песен, один из основателей американской хард-рок группы White Lion.

## Биография
Майкл Тремпенау родился 14 января 1961 года в Копенгагене. Он рос в районе Вестербро вместе с матерью Дорис, скончавшейся в апреле 2010 года в возрасте 80-ти лет, и двумя братьями — Деннисом и Кимом.
Майк начал свою музыкальную карьеру, выступая в качестве вокалиста с подростковой группой Vesterbro Ungdomsgård, вместе с которой записал альбом Vi lever på Vesterbro, вышедший в 1974 году.
Позже он присоединился к поп-рок группе Mabel в качестве основного вокалиста. Они записали четыре студийных альбома и были популярны в Дании и Испании, а Майк получил статус подросткового идола. В 1978 году Mabel выиграли датский конкурс песни с хит-композицией «Boom Boom», в результате чего представляли Данию на Конкурсе песни Евровидение в том же году, заняв там 16-е место. Позже Майк отправился записывать альбомы с Mabel и Studs в Испанию.
В 1982 году, во время первого визита в Нью-Йорк в составе группы Studs, Майк знакомится с гитаристом Вито Братта, чью группу Dreamer разогревали Studs. После распада Studs в 1983 году Трамп вернулся в Нью-Йорк и создал вместе с Братта хард-рок группу White Lion.
После расформирования White Lion в 1991 году по причине творческих разногласий Майк Трамп основал хард-рок группу Freak of Nature, с которой записал два альбома. В 1994 году Freak of Nature прекратила существование.
В 2005 году Трамп собрал группу Tramp’s White Lion, играющую исключительно песни White Lion. После окончания тура 2005 года был выпущен двойной концертный альбом «Tramp’s White Lion: Rockin' in the USA».
В 2006 году Tramp’s White Lion отправились в европейский тур, проходивший с ноября по декабрь 2006 года, в связке с британской группой Crimes of Passion, однако тур был отменён сразу после шоу в Бельгии из-за проблем со здоровьем.
В 2007 году White Lion отправились в тур по США, а также сыграли на двух европейских фестивалях.
14 марта 2008 года вышел новый студийный альбом White Lion, названный «Return of the Pride», отсылающий в названии к самому успешному альбому White Lion «Pride» 1987 года и призванный повторить его успех. Однако альбом остался незамеченным.
В октябре 2009 года вышел первый альбом нового проекта Майка Трампа «Mike Tramp & The Rock 'n' Roll Circuz», попавший в Топ-40 датского хит-листа альбомов.
13 ноября 2010 года Mike Tramp & the Rock 'n' Roll Circuz выпустили песню «Hymn to Ronnie», посвящённую бывшему вокалисту Black Sabbath и Rainbow Ронни Джеймсу Дио, скончавшемуся 16 мая 2010 года от рака желудка. Песня была доступна для бесплатного скачивания на сайте Эдди Транка.
28 марта 2011 года вышел новый альбом Mike Tramp & the Rock 'n' Roll Circuz «Stand Your Ground».
В феврале 2015 года Майк Трамп впервые посетил Россию, отыграв два акустических концерта. 26 февраля он выступил в Санкт-Петербурге в клубе Jagger, а 27 февраля в Москве, в China Town Cafe.

## Личная жизнь
Трамп женат на индонезианской актрисе Эю Азари (Ayu Azhari), которая родила ему двух детей — Изабель и Леннона. У Трампа также есть сын Дилан от предыдущего брака с дизайнером костюмов Флёр Таймир.

## Дискография

### Mabel
- Another Fine Mess (1977)
- Message from My Heart (1978)
- 4-Ever (1978)
- Skateboard Rider (1978) (выпущен только во Франции)
- We Are the '80’s(1979)

### Studs
- Studs (1981) (выпущен только в Испании)

### White Lion
- Fight to Survive (1984)
- Pride (1987)
- Big Game (1989)
- Mane Attraction (1991)
- The Best of White Lion (1992)
- Remembering White Lion (Перезаписанные версии песен) (1999)
- Anthology 83—89 (Демо-версии песен) (2004)
- Rocking the USA (Двойной концертный альбом) (2005)
- Extended Versions (2007)
- Return of the Pride (2008)

### Freak of Nature
- Freak of Nature (1993)
- Gathering of Freaks (1994)
- Outcasts (1998)

### Сольные альбомы
- Capricorn (1998)
- Recovering the Wasted Years (2002)
- More to Life than This (2003)
- Rock 'n' Roll Alive (Двойной концертный альбом) (2003)
- Songs I Left Behind (2004)
- Cobblestone Street (2013)
- Museum (2014)
- Nomad (2015)
- Maybe Tomorrow (2017)
- Stray From The Flock (2019)

### Mike Tramp & The Rock 'N' Roll Circuz
- Mike Tramp & The Rock 'N' Roll Circuz (2009)
- Stand Your Ground (2011)